# Jan Oskar Miller

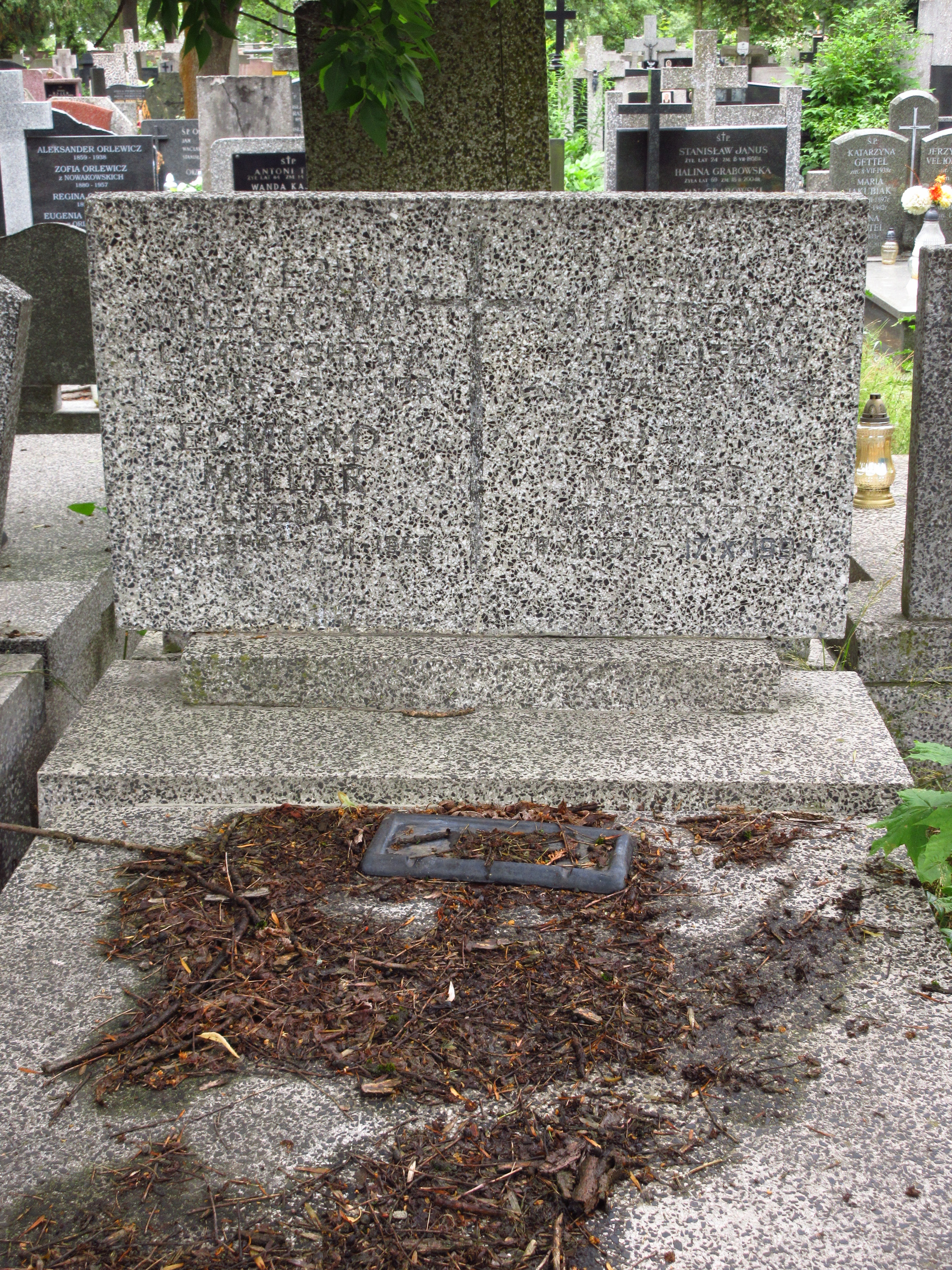
Grób Jana Oskara Millera na cmentarzu Bródnowskim.

Jan Oskar Miller (ur. 1920, zm. 17 października 1994 w Warszawie) –   kompozytor, varsavianista, weksylolog. Absolwent Gimnazjum im. Adama Mickiewicza w Warszawie i Konserwatorium Warszawskiego. Autor wielu książek muzycznych i popularnonaukowych. I honorowy Przewodniczący Towarzystwa Weksylologicznego. Pochowany na cmentarzu Bródnowskim w Warszawie (kwatera 4L-7-16).